# Heartland (série littéraire)
Pour les articles homonymes, voir Heartland.
Heartland est le nom d'une série de romans équestres pour adolescents, écrite par Lauren Brooke. Le premier livre Je reste (Coming Home), a été publié en version française en 2001. En France, il existe actuellement 40 livres, mais les derniers ont été écrits par des auteurs francophones (Valérie Mouriaux, Bertrand Ferrier, Carmen Roman et Natacha Godeau pour les deux derniers) d'après la série de Lauren Brooke. 

## L'Histoire
Laura Fleming (Amy Fleming pour la version originale) est une jeune fille de 15 ans, qui vit en Virginie avec sa sœur Lou et son grand-père Jack dans un ranch familial appelé Heartland.
Heartland est spécialisé dans la rééducation des chevaux à problèmes par l'utilisation de méthodes douces telles que l'aromathérapie, les massages ou encore la technique du consentement (inspirée de la méthode du chuchoteur Monty Roberts).
À chaque livre, Laura est confrontée à un problème différent, puisque les chevaux en pension à la ferme ne sont jamais les mêmes d'un tome à un autre. Le but est de redonner confiance aux chevaux ayant subi des traumatismes dans le passé, avec patience et douceur, afin de pouvoir les rendre « guéris » à leurs maîtres et d'en recueillir d'autres à nouveau. Laura tente de sauvegarder les méthodes de sa mère, Marion Fleming, décédée dans un accident de voiture dès le premier tome, alors qu'elle tentait de sauver un cheval appelé Spartan. Elle est aidée par Ted (Ty pour la version originale), palefrenier engagé par Marion et Joni l’acupunctrice qui devient indispensable dans ce ranch familial. 
Le lecteur suit également l'évolution de l'héroïne qui grandit et est confrontée à diverses thématiques : l'amour, l'amitié, le chagrin, le deuil, les responsabilités, la colère, etc.

## Les livres

### La série originale
1. Je reste !
2. Après l'orage…
3. Une nouvelle chance ?
4. Le Prix du risque
5. L'Impossible Retour
6. Un jour, tu comprendras
7. Le Champion brisé
8. Le Cœur noué
9. Le Messager de l'espoir
10. Une ombre au tableau
11. La Vérité… ou presque
12. D'obstacle en obstacle
13. Coups du sort
14. Tout change !
15. Une autre famille
16. Un retour mouvementé
17. Un espoir dans la nuit
18. Le Courage de partir
19. Le Choix d'une vie
20. Un si grand bonheur
21. Demain est un autre jour
22. Au-delà de l'horizon
23. Un nouveau venu
24. L'Amour n'est pas aveugle
25. Le Temps de la passion
26. Le Plus Beau des Héritages
27. Un été sous les projecteurs
28. Patience, Laura
29. Un cœur indomptable
30. Une question de confiance
31. Les Caprices du destin
32. Pas à pas
33. En quête de vérité
34. À force d'y croire
35. Un choix difficile
36. Panique au ranch
37. Tous en piste
38. Une rencontre inattendue
39. En selle, Laura !
40. Retour au ranch

### Hors séries
1. Le Guide de Laura
2. Souviens-toi, Laura"

## Série télévisée
Une adaptation télévisée de la série est produite au Canada pour la chaine CBC, avec l'actrice Amber Marshall dans le rôle de Amy Fleming (Laura Fleming). La première saison a été diffusée au Canada à partir du 14 octobre 2007 sur CBC. En France, la série est diffusée sur Canal+ Family depuis le 9 novembre 2008 à 20h45 , puis sur Netflix.
Comportant plus d'une dizaine de saisons, il s'agit de la série télévisée canadienne la plus longue de l'histoire.